# Giro dei Paesi Bassi 1980
Il Giro dei Paesi Bassi 1980, ventesima edizione della corsa, si svolse dall'11 al 16 agosto 1980 su un percorso di 1 016 km ripartiti in 5 tappe (la quinta suddivisa in due semitappe) e un cronoprologo, con partenza da Sint-Niklaas e arrivo a Steenwijk. Fu vinto dall'olandese Gerrie Knetemann della squadra Ti-Raleigh-Creda davanti ai belgi Ludo Delcroix e Gery Verlinden.

## Tappe
| Tappa  | Data      | Percorso                                        | km   | Vincitore di tappa  | Leader cl. generale |
| ------ | --------- | ----------------------------------------------- | ---- | ------------------- | ------------------- |
| Prol.  | 11 agosto | Sint-Niklaas > Sint-Niklaas (cron. individuale) | 3    | Bert Oosterbosch    | Bert Oosterbosch    |
| 1ª     | 12 agosto | Breda > Zandvoort                               | 196  | Ludo Delcroix       | Gerrie Knetemann    |
| 2ª     | 13 agosto | Zandvoort > s-Heerenberg                        | 220  | Johan van der Velde | Gerrie Knetemann    |
| 3ª     | 14 agosto | s-Heerenberg > Sittard-Geleen                   | 243  | Jan Raas            | Gerrie Knetemann    |
| 4ª     | 15 agosto | Geldrop > Enter                                 | 225  | Sean Kelly          | Gerrie Knetemann    |
| 5ª-1ª  | 16 agosto | Enter > Steenwijk                               | 109  | Leo van Vliet       | Gerrie Knetemann    |
| 5ª-2ª  | 16 agosto | Steenwijk > Steenwijk (cron. a squadre)         | 20   | Ti-Raleigh-Creda    | Gerrie Knetemann    |
| Totale | Totale    | Totale                                          | 1016 |                     |                     |

## Dettagli delle tappe

### Prologo
- 11 agosto: Sint-Niklaas > Sint-Niklaas (cron. individuale) – 3 km

| Pos. | Corridore        | Squadra    | Tempo |
| ---- | ---------------- | ---------- | ----- |
| 1    | Bert Oosterbosch | TI-Raleigh | 3'40" |
| 2    | Gerrie Knetemann | TI-Raleigh | s.t.  |
| 3    | Gery Verlinden   | Ijsboerke  | a 5"  |

| Pos. | Corridore        | Squadra    | Tempo |
| ---- | ---------------- | ---------- | ----- |
| 1    | Bert Oosterbosch | TI-Raleigh | 3'40" |
| 2    | Gerrie Knetemann | TI-Raleigh | s.t.  |
| 3    | Gery Verlinden   | Ijsboerke  | a 5"  |

### 1ª tappa
- 12 agosto: Breda > Zandvoort – 196 km

| Pos. | Corridore         | Squadra    | Tempo    |
| ---- | ----------------- | ---------- | -------- |
| 1    | Ludo Delcroix     | Ijsboerke  | 5h09'07" |
| 2    | Gerrie Knetemann  | TI-Raleigh | s.t.     |
| 3    | Walter Planckaert | Vermeer    | a 1'42"  |

| Pos. | Corridore        | Squadra    | Tempo    |
| ---- | ---------------- | ---------- | -------- |
| 1    | Gerrie Knetemann | TI-Raleigh | 5h12'33" |
| 2    | Ludo Delcroix    | Ijsboerke  | a 13"    |
| 3    | Bert Oosterbosch | TI-Raleigh | a 44"    |

### 2ª tappa
- 13 agosto: Zandvoort > s-Heerenberg – 220 km

| Pos. | Corridore           | Squadra    | Tempo    |
| ---- | ------------------- | ---------- | -------- |
| 1    | Johan van der Velde | TI-Raleigh | 5h39'20" |
| 2    | Guido Van Calster   | Splendor   | a 4"     |
| 3    | Marc Demeyer        | Ijsboerke  | a 10"    |

| Pos. | Corridore        | Squadra    | Tempo     |
| ---- | ---------------- | ---------- | --------- |
| 1    | Gerrie Knetemann | TI-Raleigh | 10h52'00" |
| 2    | Ludo Delcroix    | Ijsboerke  | a 14"     |
| 3    | Bert Oosterbosch | TI-Raleigh | a 44"     |

### 3ª tappa
- 14 agosto: s-Heerenberg > Sittard-Geleen – 243 km

| Pos. | Corridore        | Squadra    | Tempo    |
| ---- | ---------------- | ---------- | -------- |
| 1    | Jan Raas         | TI-Raleigh | 5h55'21" |
| 2    | Ludo Delcroix    | Ijsboerke  | s.t.     |
| 3    | Gerrie Knetemann | TI-Raleigh | s.t.     |

| Pos. | Corridore        | Squadra    | Tempo     |
| ---- | ---------------- | ---------- | --------- |
| 1    | Gerrie Knetemann | TI-Raleigh | 16h47'21" |
| 2    | Ludo Delcroix    | Ijsboerke  | a 14"     |
| 3    | Gery Verlinden   | Ijsboerke  | a 57"     |

### 4ª tappa
- 15 agosto: Geldrop > Enter – 225 km

| Pos. | Corridore        | Squadra    | Tempo    |
| ---- | ---------------- | ---------- | -------- |
| 1    | Sean Kelly       | Splendor   | 5h46'57" |
| 2    | William Tackaert | DAF Trucks | s.t.     |
| 3    | Ludo Schurgers   | Vermeer    | s.t.     |

| Pos. | Corridore        | Squadra    | Tempo     |
| ---- | ---------------- | ---------- | --------- |
| 1    | Gerrie Knetemann | TI-Raleigh | 22h34'15" |
| 2    | Ludo Delcroix    | Ijsboerke  | a 12"     |
| 3    | Gery Verlinden   | Ijsboerke  | a 1'48"   |

### 5ª tappa - 1ª semitappa
- 16 agosto: Enter > Steenwijk – 109 km

| Pos. | Corridore         | Squadra    | Tempo    |
| ---- | ----------------- | ---------- | -------- |
| 1    | Leo van Vliet     | TI-Raleigh | 2h12'45" |
| 2    | Guido Van Calster | Splendor   | s.t.     |
| 3    | Frank Hoste       | Marc       | a 13"    |

| Pos. | Corridore        | Squadra    | Tempo     |
| ---- | ---------------- | ---------- | --------- |
| 1    | Gerrie Knetemann | TI-Raleigh | 24h48'22" |
| 2    | Ludo Delcroix    | Ijsboerke  | a 12"     |
| 3    | Gery Verlinden   | Ijsboerke  | a 2'00"   |

### 5ª tappa - 2ª semitappa
- 16 agosto: Steenwijk > Steenwijk (cron. a squadre) – 20 km

| Pos. | Squadra               | Tempo  |
| ---- | --------------------- | ------ |
| 1    | Ti-Raleigh-Creda      | 22'03" |
| 2    | Ijsboerke-Warncke Eis | a 45"  |
| 3    | DAF Trucks-Lejeune    | a 46"  |

| Pos. | Corridore        | Squadra    | Tempo     |
| ---- | ---------------- | ---------- | --------- |
| 1    | Gerrie Knetemann | TI-Raleigh | 25h10'25" |
| 2    | Ludo Delcroix    | Ijsboerke  | a 57"     |
| 3    | Gery Verlinden   | Ijsboerke  | a 2'45"   |

## Classifiche finali

### Classifica generale
| Pos. | Corridore          | Squadra               | Tempo     |
| ---- | ------------------ | --------------------- | --------- |
| 1    | Gerrie Knetemann   | Ti-Raleigh-Creda      | 25h10'25" |
| 2    | Ludo Delcroix      | Ijsboerke-Warncke Eis | a 57"     |
| 3    | Gery Verlinden     | Ijsboerke-Warncke Eis | a 2'45"   |
| 4    | Hennie Stamsnijder | DAF Trucks-Lejeune    | a 3'02"   |
| 5    | Leo van Vliet      | Ti-Raleigh-Creda      | a 3'58"   |
| 6    | Bert Oosterbosch   | Ti-Raleigh-Creda      | a 5'06"   |
| 7    | Jacques Verbrugge  | DAF Trucks-Lejeune    | a 5'19"   |
| 8    | Henk Lubberding    | Ti-Raleigh-Creda      | a 5'22"   |
| 9    | Roelof Groen       | HB Alarmsystemen      | s.t.      |
| 10   | Patrick Pevenage   | DAF Trucks-Lejeune    | a 6'17"   |